# ミズラヒム
ミズラヒム（Mizrachim, ヘブライ語: מזרחים）とは、主に中東・カフカス以東に住むユダヤ人。主にスペイン語等を話すセファルディムに対し、伝統的なアラブ世界やイスラム教が多数派の社会のユダヤ人を言うことが多い。ミズラハ Mizrach とはヘブライ語で「東」の意。ミズラヒ Mizrachi は Mizrachim の単数形。
イスラエルで、アシュケナジムやセファルディム社会への反発から始まった用語で、便宜的傾向が強い。
アラブ世界のほか、クルド地方のユダヤ人、グルジア・ユダヤ人、山岳ユダヤ人、ベタ・イスラエル人、ベネ・イスラエル、ブハラ・ユダヤ人、中国のユダヤ人（開封のユダヤ人）など、多くの集団を含むこともある。モズラヒムは系統を異にするが、多少のミンハーグの違いはあるが、セファルディム・ユダヤ教であることが多い。